# Arcade (Marvel Comics)
Arcade è un personaggio dei fumetti creato da Chris Claremont (testi) e John Byrne (disegni), pubblicato dalla Marvel Comics. La sua prima apparizione è in Marvel Team-Up (vol. 1) n. 65 (gennaio 1978).

## Biografia del personaggio
Dell'infanzia di Arcade, si sa che nel giorno del suo 21º compleanno uccise il padre per ereditarne l'enorme fortuna; con essa costruì il Mondo Assassino, il suo bizzarro e pericoloso parco privato in cui si divertiva sadicamente a uccidere le persone con intrattenimenti mortali somiglianti a quelli di un luna park.
I primi supereroi a scontrarsi con questo sadico supercriminale furono l'Uomo Ragno e Capitan Bretagna, che furono i primi di una lunga serie di eroi a sfuggire dal Mondo Assassino facendo impazzire Arcade.
Norman Osborn lo assunse per uccidere Ben Urich ma fallì come al solito.
Felicia Hardy si ritrovò in trappola assieme all'X-Man artigliato, Wolverine: dovettero affrontare il napalm e le bombe piazzate da Arcade e la sua fidanzata di allora, la Coniglia Bianca. Gli eroi riuscirono a fuggire e lasciarono i criminali nella Terra Selvaggia, dove Arcade dovette fare da schiavo ad un'offesa coniglietta.
Arcade intrappolò in seguito alcuni miliardari e delle famose star, tra cui Ben Grimm, Tony Stark, Nottolone per conto di una donna che voleva vendicarsi dell'allora fidanzata della Cosa, Carlotta LaRosa: grazie ai loro sforzi congiunti gli eroi ribaltarono la situazione.
In Avengers Arena, Arcade reinventa il Mondo Assassino sfruttando avanzate tecnologie: con l'aiuto della sua nuova assistente, Miss Coriander, allestisce una zona al di sotto dell'Antartide non rintracciabile da un qualsiasi dispositivo, sulla quale può esercitare il controllo completo grazie a nanotecnologie disperse nell'aria, proiezioni di luce solida e campi di forza. Di fatto è in questo mondo onnipotente, potendo manipolare a suo piacimento tutto ciò che vi è contenuto, e la stessa Miss Coriander afferma che lì potrebbe persino tener testa a Thor. Ricompare nell'albo della nuova saga “ black widow i legami che contano “

## Poteri e abilità
Arcade non ha poteri, dispone solo di un'enorme ricchezza ed è un abile inventore. Ha una conoscenza assoluta di una tecnologia molto più avanti rispetto alla scienza convenzionale, in particolare nei settori della robotica e dell'ingegneria meccanica e elettrica. Di solito quando sembra essere catturato, risulta essere un robot. È implicito che sia un esperto di omicidi convenzionali, comprese armi a distanza, veleno e sabotaggio, che sono tutti elementi del suo Mondo Assassino.
Grazie a quanto compiuto in Avengers Arena, serie scritta da Dennis Hopeless, Arcade viene eletto dai fan della Marvel secondo miglior villain del 2013.

## Altri media

### Televisione
- Arcade appare nella serie animata X-Men: Evolution.
- Il personaggio appare nella serie animata Ultimate Spider-Man, dove viene descritto come un mutante tecnopate (simile a Forge). Il criminale viene sconfitto da Spider-Man, Wolverine e Capitan America.
- Arcade appare anche nella serie animata M.O.D.O.K..

### Videogiochi
- Arcade appare nei videogiochi X-Men: Madness in Murderworld, Spider-Man: Edge of Time e Marvel: Avengers Alliance.
- Arcade appare come antagonista principale nel videogioco Spider-Man and the X-Men in Arcade's Revenge (sviluppato tra il 1992 e il 1994 per Super Nintendo Entertainment System, Nintendo Game Boy, Sega Mega Drive e Sega Game Gear).
- Il personaggio appare come boss del Mondo Assassino nel videogioco Marvel: La Grande Alleanza.